# Черниговский листок
«Черниговский листок» («Черниговскій листокъ») — рос.-укр. тижнева газета, що виходила в світ з ініціативи гуртка укр. літ. діячів у Чернігові з 12 липня 1861 року до 16 липня 1863 року щотижня, але з кількома тривалими перервами.
Всього було випущено 61 число та 4 додатки. Видавець і редактор — письменник і діяч українського національного руху Леонід Глібов.
«Черниговский листок» обстоював якнайширше утвердження ринкових відносин в усіх галузях господарства, підтримував земства як демократичні установи, здатні оновити все громадське життя. Багато місця відводилося запровадженню української мови в друк та освіту, популяризації української історії, етнографії, фольклору. «Черниговский листок» мав читачів не лише в Україні, а й у Закавказзі, Криму, Татарії, Поволжі, Петербурзі.
Крім літературних творів (Л. Глібова, О. Кониського, П. Куліша, П. Кузьменка, П. Єфименка, М. Вербицького, С. Овечка), в «Чернігівському листку» друкувалися матеріали з життя Чернігівщини та фолкльорно-етнографічні (С. Носа, М. Номиса), статті, рецензії тощо.
Видання газети було припинене розпорядженням міністра внутрішніх справ: редакторові інкримінувалася участь у чернігівському антиурядовому таємному гуртку С. Носа — І. Андрущенка.